# Aagumchiidalix
 (avril 2025).
Aagumchiidalix est une île en mer de Béring, faisant partie des îles Aléoutiennes en Alaska, près de la communauté d'Atka.
Son élévation la plus haute est de 7,9 mètres.